# جو بورغ (لاعب كرة قاعدة)
جو بورغ (بالإنجليزية: Joe Burg)‏ هو لاعب كرة قاعدة أمريكي، ولد في 4 يونيو 1882 في شيكاغو في الولايات المتحدة، وتوفي في 28 أبريل 1969 في جوليت في الولايات المتحدة.

## وصلات خارجية
- جو بورغ على موقعبيزبول رفرنس.كوم (الدوري الرئيسي) (الإنجليزية)